# Anapis discoidalis
Anapis discoidalis é uma espécie de aranha araneomorfa da família dos anapídeos (Anapidae). É endêmica do estado do Pará, no Brasil. Em 2007, foi classificada como vulnerável na Lista de espécies de flora e fauna ameaçadas de extinção do Estado do Pará; e em 2018, sob a rubrica de "dados insuficientes" no Livro Vermelho da Fauna Brasileira Ameaçada de Extinção do Instituto Chico Mendes de Conservação da Biodiversidade (ICMBio).